# ول کرانه‌ای
وُل کرانه‌ای یا ول دم‌کوتاه (به انگلیسی: Bank vole) یک ول کوچک با خز قرمز مایل به قهوه ای-خاکستری است که دم آن تقریباً نصف طول بدنش است. این جونده در مناطق درختزار زندگی می‌کند و طولی در حدود صد میلی‌متر (۳٫۹ اینچ) دارد. ول کرانه‌ای در ایرلند به‌طور تصادفی پیدا شد و بیشتر اروپا و در شمال غربی آسیا یافت می‌شود و بومی بریتانیا است و اکنون در بخش زیادی از جنوب و جنوب غربی ایرلند یافت می‌شود.
ول کرانه‌ای در درختزارها، پرچین‌ها و سایر گیاهان متراکم مانند کرف و تمشک زندگی می‌کند. محفظه زیرزمینی این جونده با خز و الیاف گیاهی پوشانده شده و حاوی انباری از مواد غذایی است. ول کرانه‌ای می‌تواند هجده ماه تا دو سال در طبیعت و بیش از ۴۲ ماه در اسارت زندگی کند و بیشتر گیاهخوار است و جوانه، پوست، دانه، آجیل، برگ و میوه و گاهی حشرات و سایر بی مهرگان کوچک را می‌خورد. به آسانی از درختچه‌ها و شاخه‌های کم ارتفاع درختان بالا می‌رود، اگرچه به اندازه یک موش همه‌کاره نیست. در گودال‌های کم عمق تولیدمثل می‌کند و ماده در طول تابستان حدود چهار توله زایش کند.